# Galium mollugo
Galium mollugo es una especie de planta herbácea de la familia Rubiaceae. Es encuentra en el Hemisferio Norte.

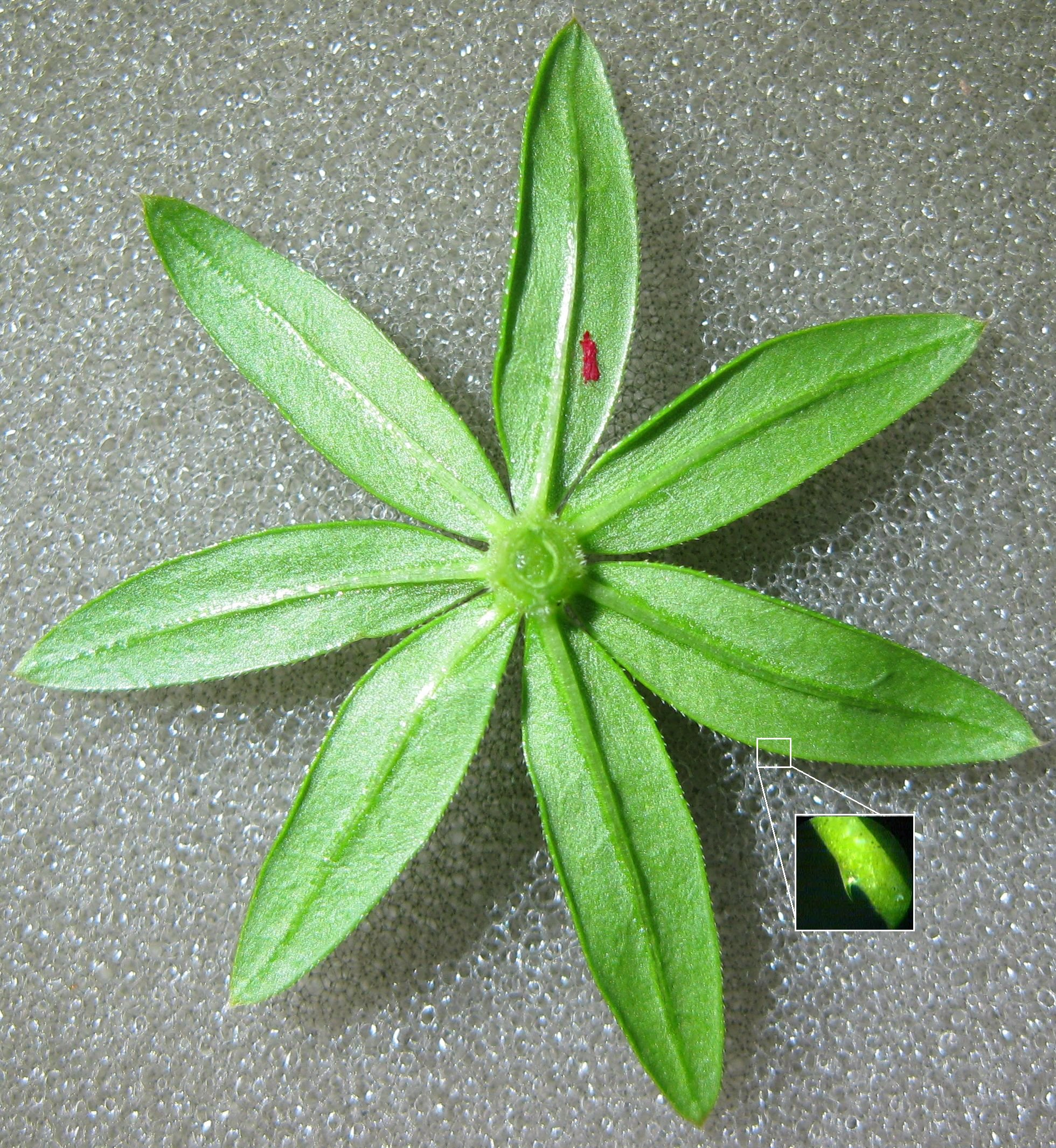
Detalle de las hojas

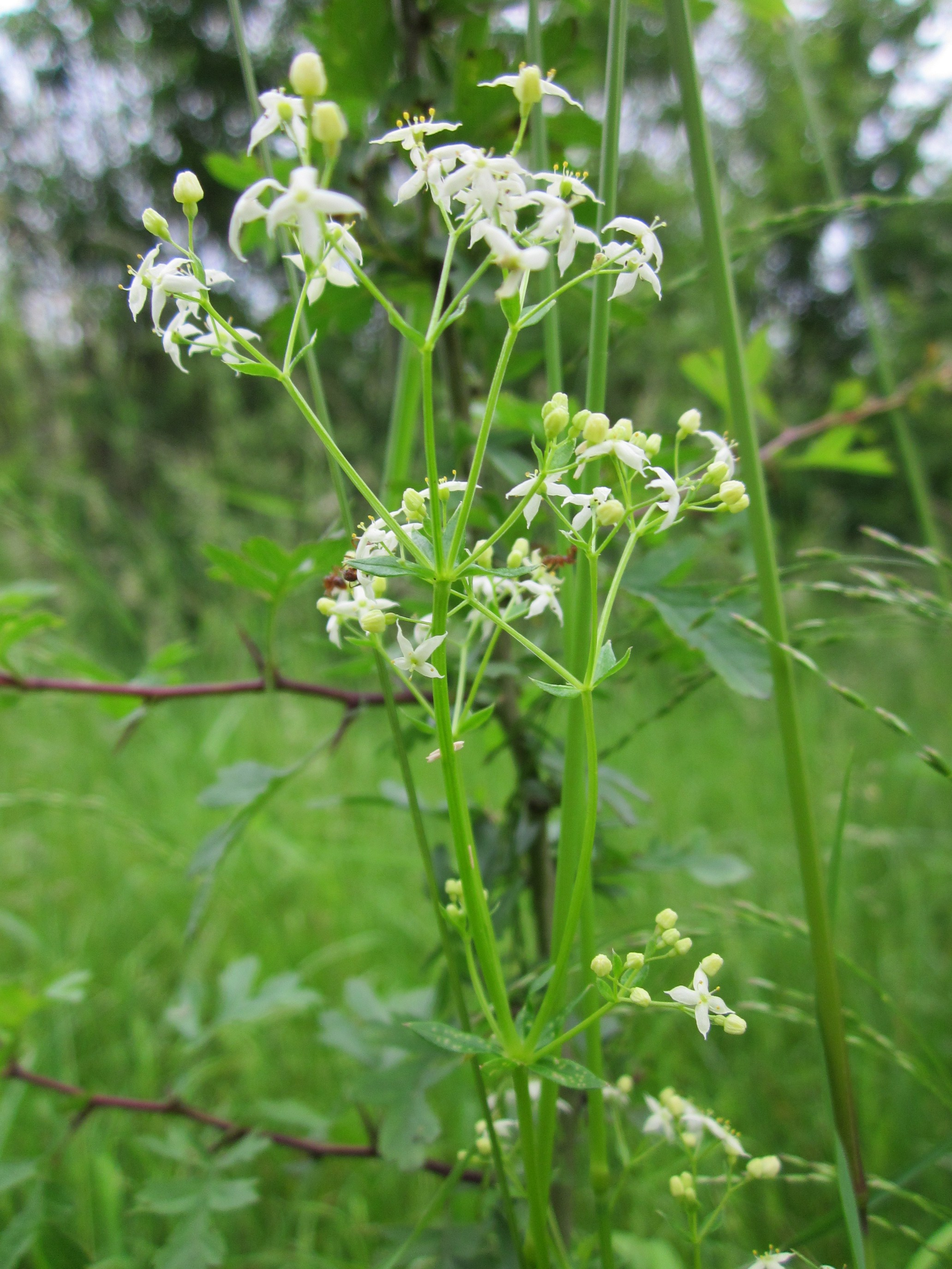
Vista de la planta

## Descripción
Es una planta herbácea perennifolia, erecta , que alcanza un tamaño de 3-12 dm de altura, a veces glabras, con tallo fuerte , ± hinchado en los nodos. Las hojas en verticilos por lo general en número de 7, oblanceoladas a obovadas. La inflorescencia es una panoja con muchas flores bisexuales. El fruto es una núcula.

## Distribución
Se distribuye por Eurasia y Norteamérica.

## Taxonomía
Galium mollugo fue descrita por Carlos Linneo y publicado en Species Plantarum 1: 107, en el año 1753.
Etimología
Galium: nombre genérico que deriva de la palabra griega gala que significa  "leche",  en alusión al hecho de que algunas especies fueron utilizadas para cuajar la leche.
mollugo: epíteto que significa "similar al género Mollugo".
Citología
El número de cromosomas es de: 2 n = 22,44
Sinonimia
- Lista de sinónimos de Galium mollugo[5]

## Nombre común
- Castellano: cerrillo, galio, galio blanco, presera castellana, rubia lisa, rubia mansa, rubia silvestre.[6]